# Беккі Шарп
Беккі Шарп (англ. Becky Sharp) — американський історичний драматичний фільм 1935 року режисера Рубена Мамуліана. Перший кольоровий повнометражний фільм.
Фільм заснований на однойменній п'єсі 1899 року Ленґдона Мітчелла, яка, у свою чергу, поставлена за романом Вільяма Макепіса Таккерея 1848 року «Ярмарок марнославства». Сценарій написав Френсіс Едвард Фараго.
Фільм вважається знаковим у кіно, як перший художній фільм, що використовував нещодавно розроблену технологію Техніколор, відкривши шлях для зростання кількості кольорових фільмів у Великій Британії та США до Другої Світової війни.
У 2019 році фільм був відібраний Бібліотекою Конгресу для збереження в Національному реєстрі фільмів як «культурно, історично чи естетично значущий».

## Акторський склад
- Міріам Гопкінс — Беккі Шарп
- Френсіс Ді — Амелія Седлей
- Седрік Гардвік — Маркиз Стейн
- Біллі Берк — Леді Бареакрес
- Алісон Скіпворт — Місс Кравлі
- Найджел Брюс — Джозеф Седлі
- Алан Маубрей — Равдон Кравлі
- Дж. Пі. Хантлі мол. — Джордж Осборн
- Уільям Стак — Пітт Кравлі
- Джордж Хассель — Сер Пітт Кравлі
- Уільям Фаверсхем — Артур Веллслі, 1-й Герцог Веллінгтон
- Чарльз Річман — Генерал Туфто
- Доріс Ллойд — Герцогиня Річмонд

## Статус збереження
Багато років оригінальна триколірна версія фільму Technicolor була недоступна для перегляду, хоча була доступна 16-міліметрова версія. Ця версія була надрукована (погано) на двоколірному запасі Cinecolor, який не точно відтворював кольори оригінального фільму. Менший запас плівки також давав зернистіший, гірший образ.
У 1980-х роках «Архів фільмів і телебачення UCLA» відновив фільм під наглядом архівіста Роберта Гітта. Рубен Мамуліан був присутній на прем'єрі відреставрованого кіно в театрі Академії кіномистецтв і наук у Беверлі-Хіллз.

## Дивитися також
- Список фільмів, що перебувають у суспільному надбанні в США